# Masakazu Sekiguchi

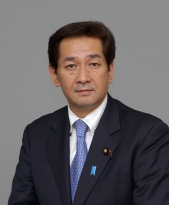
Sekiguchi 2006

Masakazu Sekiguchi (japanisch 関口 昌一 Sekiguchi Masakazu; * 4. Juni 1953 in Minano, Kreis Chichibu, Saitama) ist ein japanischer Politiker (Liberaldemokratische Partei (LDP), darin zuletzt Motegi-Faktion; seit seiner Wahl zum Präsidenten fraktionslos), seit 2003 Senator für Saitama im Nationalparlament und seit 2024 Senatspräsident. Von 2019 bis 2024 führte er die Gruppe der LDP-Senatoren (Sangiin giin-sōkai; bedeutender als und nahezu, aber nicht ganz identisch mit der Fraktion im engeren Sinn).
Sekiguchi, der älteste Sohn von Keizō Sekiguchi (LDP-Senator für den Verhältniswahlwahlkreis und Präsident der Präfekturzahnärztekammer Saitama), studierte an der zahnmedizinischen Jōsai-Universität (Jōsai shika daigaku; heute Teil der Meikai-Universität) und war anschließend in der elterlichen Praxis in Minano tätig. In die aktive Politik trat er bei den einheitlichen Wahlen 1995 ein, als er für die erste von drei Wahlperioden ins Präfekturparlament Saitama gewählt wurde. Kurz nach seiner dritten Wahl wechselte er in die Nationalpolitik: Takujirō Hamada war für seine Gouverneurswahlkandidatur zurückgetreten, und Sekiguchi kandidierte für die LDP bei der resultierenden Nachwahl im Oktober 2003. Mit 42,8 % der Stimmen setzte er sich knapp gegen die Demokratin Chiyako Shimada (41,9 %) und eine Kommunistin durch. Den Sitz verteidigte er danach bei den regulären Wahlen 2004, 2010, 2016 und 2022 viermal in Folge; ab 2010 erzielte er jeweils den höchsten Stimmenanteil.
Im Senat war er von 2007 bis 2008 Vorsitzender des Kultus- und Wissenschaftsausschusses sowie für das erste Kabinett Abe von 2006 bis 2007 parlamentarischer Sekretär im Außenministerium. 2013 wurde er für das zweite Kabinett Abe Vizeminister für allgemeine Angelegenheiten und im Kabinettsamt. 2017 übernahm er die Führung des Komitees für Parlamentsangelegenheiten der Senats-LDP, 2019 deren Vorsitz.
Im November 2024 wurde Sekiguchi als Nachfolger des aus gesundheitlichen Gründen zurückgetretenen Hidehisa Otsuji (ebenfalls Ex-Motegi-Faktion) zum Präsidenten des Senats gewählt. Die Führung der Senats-LDP übernahm Keizō Takemi.